# Borghol jéri
La borghol jéri est un plat de la cuisine tunisienne, un mets à base de borghol, préparé sous forme de soupe.